# Comuna Vîriv, Kameanka-Buzka
Vîriv (în ucraineană Вирів) este o comună în raionul Kameanka-Buzka, regiunea Liov, Ucraina, formată din satele Horpîn, Iakîmiv și Vîriv (reședința).

## Demografie
Componența lingvistică a comunei Vîriv
     Ucraineană (99,92%)
     Alte limbi (0,08%)
Conform recensământului din 2001, majoritatea populației comunei Vîriv era vorbitoare de ucraineană (99,92%), existând în minoritate și vorbitori de alte limbi.